# Kiteenjärvi
Kiteenjärvi är en sjö i Finland. Den ligger i kommunen Kides i landskapet Norra Karelen, i den sydöstra delen av landet, 300 km nordost om huvudstaden Helsingfors. Kiteenjärvi ligger 79,3 meter över havet. Den är 13 meter djup. Arean är 15,13 kvadratkilometer och strandlinjen är 35 kilometer lång. Sjön  ingår i Tohmajokis huvudavrinningsområde.   I omgivningarna runt Kiteenjärvi växer i huvudsak blandskog. Den sträcker sig 9,2 kilometer i nord-sydlig riktning, och 7,5 kilometer i öst-västlig riktning.
I övrigt finns följande i Kiteenjärvi:
- Kiiskinsaari (en ö)
- Pieniluoto (en ö)
- Lehmänmaha (en ö)
- Siihansaari (en ö)
- Akanluoto (en ö)

Följande samhällen ligger vid Kiteenjärvi:
- Kides (9 777 invånare)

I övrigt finns följande vid Kiteenjärvi:
- Hyypiäjärvi (en sjö)